# Intolerancia a las proteínas de la leche de vaca
La intolerancia a las proteínas de leche de vaca (IPLV) es un síndrome que se define como una reacción inmunológica adversa (hipersensibilidad) mediada por anticuerpos IgE o una hipersensibilidad retardada hacia los antígenos presentes en la leche de vaca, que afecta a niños lactantes de corta edad.  
La patología se instaura generalmente en los seis primeros meses de vida, con evolución transitoria y buen pronóstico en cuanto a su resolución. Se estima que el 90% de los niños a los dos años de vida aproximadamente tolera adecuadamente la leche.
La leche de vaca es uno de los alérgenos alimentarios que con mayor frecuencia afecta a los niños; las proteínas contenidas en ésta hace que el organismo reconoce como extrañas, siendo las primeras que ingiere un lactante, constituyen una de las causas de la alta incidencia de alergia e intolerancia.

## Síntomas
La manifestación crónica de alergia o intolerancia a la leche de vaca cursa de forma aguda a crónica con:
- un cuadro malabsortivo
- anorexia
- pérdida de peso
- vómitos esporádicos
- irritabilidad

Los linfocitos estimulados por los antígenos originan el factor de necrosis tumoral (TNF-α) causante en parte de las lesiones intestinales propias del cuadro sintomático.

## Diagnóstico
El diagnóstico de intolerancia a la proteína de la leche de vaca deberá considerar y comprobar:
- la clínica: el proceso malabsortivo con deposiciones anormales o vómitos esporádicos;
- IgA sérica elevada, por encima de los niveles que cabe esperar a esa edad;
- presencia de esteatorrea y/o creatorrea elevadas;
- en raras ocasiones IgE y RAST positivo a alguna de las proteínas de la leche de vaca.
- biopsia intestinal para confirmar, aunque no está indicada.[2]